# Rhyme Pays
Rhyme Pays è l'album d'esordio del rapper statunitense Ice-T. Pubblicato il 28 luglio del 1987, è distribuito dalla Sire Records.

## Recensioni
| Recensione       | Giudizio |
| ---------------- | -------- |
| AllMusic         | [ 2 ]    |
| Robert Christgau | B        |

Alex Henderson per Allmusic gli assegna tre stelle e mezzo su cinque, scrivendo che «prima dell'ascesa di Ice-T [...], l'hardcore rap era dominato dall'East Coast. Questo inizia a cambiare nel 1987, quando esce l'album d'esordio di Ice-T, Rhyme Pays, e vende diverse centinaia di migliaia di copie. L'album non contiene molto gangsta rap, ma ne ha abbastanza per generare qualche controversia. Con la pubblicazione di Rhyme Pays, la West Coast stava per diventare una parte cruciale dell'hip hop.»
Il critico specializzato Robert Christgau recensisce Rhyme Pays con una "B". Secondo Christgau «con un grosso aiuto di DJ Afrika Islam, questo criminale riformato è l'equivalente rap di Iceberg Slim.»

## Tracce
1. Intro/Rhyme Pays – 6:29 (testo: Dave Storrs – musica: Afrika Islam, Dave Storrs)
2. 6 'N the Mornin' – 7:11 (musica: Afrika Islam)
3. Make It Funky – 5:09 (musica: Afrika Islam)
4. Somebody Gotta Do It (Pimpin' Ain't Easy!!!) (featuring Emanon) – 3:03 (musica: Afrika Islam)
5. 409 – 5:20 (musica: Afrika Islam)
6. I Love Ladies – 4:44 (musica: Afrika Islam)
7. Sex – 2:57 (musica: Afrika Islam)
8. Pain – 3:36 (musica: Afrika Islam)
9. Squeeze the Trigger – 6:12 (musica: Afrika Islam)

Durata totale: 44:41
Tracce bonus del CD
1. Make It Funky – 5:58 (musica: Ice-T, Afrika Islam)
2. Sex – 3:52 (musica: Ice-T)
3. Somebody Gotta Do It (Pimpin' Ain't Easy!) – 3:27 (musica: Ice-T, Afrika Islam)
4. Our Most Requested Record – 6:45 (musica: Ice-T, Afrika Islam)

Durata totale: 20:02

## Classifiche

### Classifiche settimanali
| Classifica (1987)         | Posizione massima |
| ------------------------- | ----------------- |
| Stati Uniti               | 93                |
| US Top R&B/Hip-Hop Albums | 26                |